# Kromofor
En kromofor är den delen av en molekyl som ansvarar för dess färg. Färgen uppstår när en molekyl absorberar bestämda våglängder av synligt ljus och sänder eller reflekterar andra. Kromoforen är ett område i molekylen där energiskillnaden mellan två olika molekylorbitaler faller innanför räckvidden av det synliga spektret. Synligt ljus som träffar kromoforen kan därmed absorberas genom att excitera en elektron från grundtillståndet till ett exciterat tillstånd.
I biologiska molekyler vars funktion är att fånga eller detektera ljusenergi är kromoforen den funktionella gruppen, som åstadkommer en bekräftande förändring av molekylen vid träff.

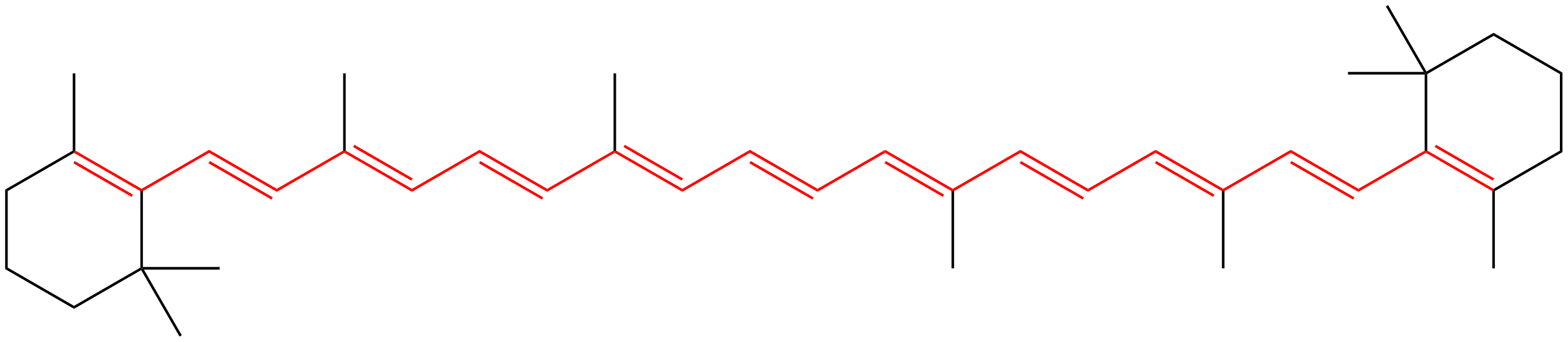
Den kemiska strukturen hos betakaroten. De elva konjugerade dubbelbindningarna som skapar kromoforen är utmärkta med rött.

## Konjugerade pi-bundna systemkromoforer

Konjugerad kromofor som sträcks till svar på en foton γ (ljus) av rätt våglängd: 11-cis-retinal blir all-trans-retinal.

I konjugerade kromoforer hoppar elektronerna mellan energinivåerna som är utsträckta pi-orbitaler, skapade av en serie alternerande enkel- och dubbelbindningar, ofta i aromatiska system. Vanliga exempel är retinal (i ögat för att detektera ljus), diverse färgämnen för livsmedel och kläder – azofärgämnen, pH-indikatorer, lykopen, betakaroten och antocyaniner.